# 橋本博行
橋本 博行（はしもと ひろゆき、1971年7月17日 - ）は、日本の劇作家、演出家、脚本家。熊本県熊本市出身。

## 略歴
- 1990年に上京後、建設現場監督やギターショップ店員、広告制作会社勤務などを経験[1]。
- 1999年〜2006年まで、演劇公演の作・演出を中心に活動。
- 2008年、連続ドラマ「ロスタイムライフ」(フジテレビ系)よりテレビドラマ作家としての活動を開始。
- 2016年より南阿蘇村を活動拠点とする[1]。

## 主な作品（舞台）
- 「sun goes down」作・演出（1999年）
- 「ハイジャック専門学校」作・演出（2000年）
- 「御門屋アンドリューが死んだ日」作・演出（2000年）
- 「sdg'01」作・演出（2001年）
- 「新宿大爆破」脚本・演出（2001年）
- 「池袋クレイジーボウラーズ」作・演出（2001年）
- 「ハイウェイ・イズ・マイウェイ」脚本・演出（2002年）
- 「猫社会」作・演出（2002年）
- 「COLORS op.7」作・演出（2003年）
- 「ハイジャック専門学校’04」作・演出（2004年）
- 「豚のように喰い、シェフのように殺す。」脚本・演出（2004年）
- 「上板橋ルースターズ」作・演出（2005年）
- 「豚のように喰い、シェフのように殺す。2」脚本・演出（2005年）
- 「SPLDXLTDCS」脚本・演出（2005年）
- 「豚のように喰い、シェフのように殺す。3」演出（2006年）
- 「ロス:タイム:ライフ 真実へのカウントダウン」脚本（2008年）
- 「コール」脚本（2009年）
- ボーリングマンPROJECT「YKSK」作・演出（2010年）

## テレビドラマ
- ロス:タイム:ライフ 第2話（2008年、フジテレビ）
- チャンス!〜彼女が成功した理由〜 （2009年、フジテレビ）
- マジすか学園（2010年、テレビ東京）
- マジすか学園2（2011年、テレビ東京）
- HUNTER〜その女たち、賞金稼ぎ〜（2011年、フジテレビ）
- 走馬灯株式会社（2012年、TBS）

## その他
- ロス:タイム:ライフ 第11節・ロックスター篇（2009年、au）
- ロス:タイム:ライフ 第12節・親子篇（2010年、au）
- ロビンくんと100人のお友達（2010年、web）